# À double tour
À double tour (conocida en español como Una doble vida en España y Doble vida en Argentina) es una película de suspenso psicológico francesa de 1959 dirigida por Claude Chabrol y basada en la novela The Key to Nicholas Street del escritor estadounidense Stanley Ellin. Fue la primera película en color de Chabrol y su primer thriller, que sería su género preferido para el resto de su carrera. La película tuvo un total de 1 445 587 entradas en Francia.

## Argumento
En una mansión de campo en Provenza, Henri y Thérèse con sus dos hijos mayores, Richard y Élisabeth. La pequeña casa de al lado es ocupada por una hermosa joven artista italiana llamada Leda, quien ocupa el lugar junto con su entusiasta amigo húngaro, Laszlo. Leda ha iniciado un romance con Henri mientras que Laszlo se ha comprometido con Élisabeth, para consternación de la madre de esta última. Al ver el dolor de Leda por estar enamorada de un hombre casado que aún comparte la cama con su esposa, Laszlo insta a Henri a dejar el hogar y comenzar una nueva vida con Leda; sin embargo, poco después Leda es hallada asesinada. Después de una investigación perentoria, la policía arresta al lechero, pero este aparente ser inocente. Al darse cuenta de que la persona con motivo y oportunidad era Richard, Laszlo le realiza un submarino en un estanque y extrae una confesión para los oídos de la familia de Richard solamente: al ver el dolor y la vergüenza de su madre si perdía a su marido, Richard fue en secreto a la casa de Leda y la mató. Thérèse quiere que el secreto se mantenga en la familia, pero Élisabeth dice que debe confesarlo a la policía y salvar al lechero. Después de preguntarle a Henri si puede perdonarlo, lo que el padre no puede hacer, Richard va a la policía.

## Reparto
- Madeleine Robinson como Thérèse Marcoux.
- Antonella Lualdi como Leda.
- Jean-Paul Belmondo como Laszlo Kovacs.
- Jacques Dacqmine como Henri Marcoux.
- Jeanne Valérie como Élisabeth Marcoux.
- Bernadette Lafont como Julie, la criada.
- André Jocelyn como Richard Marcoux.
- Mario David como Roger, el lechero.
- László Szabó como Amigo de Laszlo.

## Producción
Producida por Robert y Raymond Hakim, fue la primera película en color de gran presupuesto de Chabrol. Fue filmada por el director de fotografía Henri Decaë en Aix-en-Provence.

## Recepción
Madeleine Robinson ganó la Copa Volpi a la Mejor Actriz en 1959 por su papel en esta película. Con 1 445 587 entradas en Francia, fue la tercera película más popular de Chabrol en su carrera.
El crítico de Film Quarterly escribió: «Chabrol aquí se muestra a sí mismo como una especie de cruce entre Hitchcock y Minnelli», y elogió el «color extravagante y glorioso» de la película y el «asombroso trabajo de cámara de tours de force». Time Out comentó: «La tercera película de Chabrol, recibida en ese momento como un pastiche de Hitchcock,... ha ganado considerablemente en estatura», y agregó que «el asesinato culminante de la amante... revela los primeros atisbos de la influencia de Fritz Lang que luego florecerá en el trabajo de Chabrol». Roy Armes fue más crítico y dijo que «la falta de sentimiento de Chabrol por sus personajes y el amor por la sobreactuación se hace evidente en su manejo de los personajes secundarios, y las escenas de amor que deberían ser conmovedoras son simplemente clichés cinematográficos».